# O Auto da Boa Mentira
O Auto da Boa Mentira é um filme brasileiro de 2021, do gênero comédia, dirigido por José Eduardo Belmonte e estrelado por Leandro Hassum, Renato Góes, Chris Mason e Cacá Ottoni. O filme é inspirado em contos de Ariano Suassuna e foi lançado em 29 de abril de 2021.

## Sinopse
Em quatro contos de Ariano Suassuna, Helder (Leandro Hassum), Fabiano (Renato Góes), Pierce (Chris Mason) e Lorena (Cacá Ottoni), vivem situações diferentes onde a mentira é sempre a protagonista.
Em entrevista, o diretor José Eduardo Belmonte citou o filme argentino Relatos Selvagens como inspiração. "O filme fala muito sobre os tempos atuais. Um comentário irônico sobre a cultura da mentira na sociedade brasileira", declarou o cineasta.

## Na TV
Foi exibida pela TV Globo em formato de minissérie com o título de Histórias Quase Verdadeiras entre os dias 2 e 6 de janeiro de 2023. Nesta exibição, o conto "O Gringo" foi excluído e ganhou um novo conto, protagonizado por Jô (Giulia Gam), Maria Elizabeth (Cristina Mutarelli) e Ana Cristina (Zezé Polessa). As três são velhas amigas que decidem fazer uma viagem internacional, mas, por conta do medo de voar de avião, as três começam a soltar algumas verdades díficeis de encarar.

## Elenco
| Ator/Atriz         | Personagem           | Conto                                                          |
| ------------------ | -------------------- | -------------------------------------------------------------- |
| Leandro Hassum     | Helder Flores        | "O Farsante" / "Fama"                                          |
| Nanda Costa        | Caetana              | "O Farsante" / "Fama"                                          |
| Rocco Pitanga      | Lúcio Louzada        | "O Farsante" / "Fama"                                          |
| Giselle Batista    | Wheydja              | "O Farsante" / "Fama"                                          |
| Michelle Batista   | Whemitta             | "O Farsante" / "Fama"                                          |
| Bruce Brandão      | Hugo                 | "O Farsante" / "Fama"                                          |
| Mariana Bassoul    | Recepcionista        | "O Farsante" / "Fama"                                          |
| Renato Góes        | Fabiano              | "Vidente"                                                      |
| Cássia Kis         | Luzia                | "Vidente"                                                      |
| Matheus Dantas     | Fabiano (criança)    | "Vidente"                                                      |
| Flavia Prosdocini  | Luzia (jovem)        | "Vidente"                                                      |
| Jackson Antunes    | Palhaço Romeu        | "Vidente"                                                      |
| Carlos Gregório    | Profeta              | "Vidente"                                                      |
| Andrély            | Mágico               | "Vidente"                                                      |
| Rômulo Marinho     | Homem Mau            | "Vidente"                                                      |
| Chris Mason        | Pierce               | "O Gringo" / "Furão"                                           |
| Sergio Loroza      | Zeca                 | "O Gringo" / "Furão"                                           |
| Jesuíta Barbosa    | Chefia               | "O Gringo" / "Furão"                                           |
| Duda Senna         | Filha do Chefia      | "O Gringo" / "Furão"                                           |
| Marcelo Magano     | Pirrainha            | "O Gringo" / "Furão"                                           |
| Bruno Bebiano      | Sueco                | "O Gringo" / "Furão"                                           |
| Cacá Ottoni        | Lorena               | "Mentira ou Consequência" / "Disney"                           |
| Luis Miranda       | Norberto             | "Mentira ou Consequência" / "Disney"                           |
| Johnny Massaro     | Felipe Porto         | "Mentira ou Consequência" / "Disney"                           |
| Léo Bahia          | Estagiário Matheus   | "Mentira ou Consequência" / "Disney"                           |
| Letícia Novaes     | Josi                 | "Mentira ou Consequência" / "Disney"                           |
| Letícia Isnard     | Liliana              | "Mentira ou Consequência" / "Disney"                           |
| Karina Ramil       | Mariana              | "Mentira ou Consequência" / "Disney"                           |
| Rodrigo García     | Pedro Vargas         | "Mentira ou Consequência" / "Disney"                           |
| Silvio Guindane    | Wagner Mello         | "Mentira ou Consequência" / "Disney"                           |
| Juliana Poggi      | Professora de Lorena | "Mentira ou Consequência" / "Disney"                           |
| Guilia Gam         | Jô                   | "Verdades no Ar" (Inédito pra TV: Histórias Quase Verdadeiras) |
| Cristina Mutarelli | Maria Elisabeth      | "Verdades no Ar" (Inédito pra TV: Histórias Quase Verdadeiras) |
| Zezé Polessa       | Ana Cristina         | "Verdades no Ar" (Inédito pra TV: Histórias Quase Verdadeiras) |